# Maurizio Randazzo
Maurizio Randazzo (Santa Caterina Villarmosa, 1º marzo 1964) è un ex schermidore italiano, specializzato nella spada.

## Gli esordi ed i primi successi
Cresciuto schermisticamente nel "Club Scherma Casale" di Casale Monferrato sotto la guida dello zio Pasquale Ippolito, maestro di scherma, già nelle categorie giovanili mette in mostra tutto il suo talento di spadista: i primi successi arrivano quando ancora utilizza l'impugnatura anatomica della spada. Quando arriva a Vercelli, passa all'utilizzo dell'impugnatura francese che lo accompagnerà poi per tutta la carriera sportiva. Nei campionati mondiali under 20 di Leningrado del 1984 giunge alla medaglia di bronzo, dopo poche settimane dal successo tricolore di Sorrento. Sarà la prima di una lunghissima carriera fatta di medaglie e vittorie internazionali. Lo stesso anno entra stabilmente nella nazionale di spada assoluta, e vi resterà sino alla olimpiade di Sydney del 2000. Con i primi successi giovanili arriva anche il trasferimento a Vercelli, sotto l'esperta guida del maestro ungherese Győző Kulcsár. Arriva anche l'ingresso nel Gruppo Sportivo Fiamme Oro, con il quale si aggiudica la Coppa Europa per club nel 1989 e nel 1992 ed il titolo di campione d'Italia a squadre per ben 11 volte con la squadra e due individuali (1993 e 1996). Questo gruppo sportivo militare lo seguirà per oltre 20 anni di carriera.
Nel 1985 medaglia di bronzo a squadre alle Universiadi di Kobe. La prima medaglia iridata assoluta la coglie nel 1986 a Sofia, dove giunge al 3º posto con la squadra e si piazza al 5º posto della gara individuale, battuto alle soglie della semifinale solo dal fortissimo Riboud. Nel 1987 vince la medaglia d'oro a squadre alle universiadi di Zagabria. Nel 1989, a Denver, arriva anche il primo titolo iridato, sempre nella prova a squadre, successo bissato l'anno successivo a Lione. Nello stesso anno ottiene anche il titolo mondiale a squadre alle universiadi di Duisburg e l'argento nella gara individuale. Il 1991 porta il secondo argento individuale alle universiadi di Sheffield. Nel 1992 arriva anche la prima partecipazione a cinque cerchi, alle Olimpiadi di Barcellona: per lui il 5º posto nella gara a squadre, al di sotto delle aspettative generali visti i successi mondiali degli anni precedenti. Resta in nazionale e l'anno successivo trionfa a Essen, conquistando il terzo titolo iridato della carriera.

## Il bis olimpico
Nel 1996 si presenta alla sua seconda olimpiade tra molte perplessità degli addetti ai lavori. L'anno precedente la nazionale italiana si è qualificata come ultima squadra, ad Atlanta pare destinata a ruolo di comprimaria delle grandi favorite Russia e Francia. Ma l'esperienza e la caparbietà del gruppo, composto da Angelo Mazzoni, Sandro Cuomo e dallo stesso Randazzo, crea i presupposti per il risultato storico. In una sofferta e combattuta finalissima con la "corazzata" russa, la nazionale italiana torna sul gradino più alto del podio dopo ben 36 anni. La carriera di Randazzo non si chiude qui, l'anno successivo conquista la medaglia d'argento ai Giochi del Mediterraneo di Bari.
Continua a tirare ancora per i 4 anni successivi, fino alla sua terza partecipazione olimpica alle Olimpiadi di Sydney. La squadra italiana offre il giusto mix di genialità ed esperienza, con Randazzo e Angelo Mazzoni esordiscono nella rassegna olimpica anche Alfredo Rota e Paolo Milanoli. Si passa da una squadra composta da 4 elementi con la riserva, a 3 elementi soltanto. Il bis di Atlanta appare difficile. Ma è proprio il veterano che trascina, stoccata dopo stoccata, la squadra al successo. Uno storico bis olimpico realizzato nella storia della scherma solo dai più grandi campioni.

## Dopo la nazionale
Dopo questa vittoria dà l'addio alla nazionale, dopo oltre 4 lustri di gloriosa presenza, dedicandosi alla sua attività di avvocato e continuando a dare il suo contributo di atleta alla sua squadra di "adozione": la Pro Vercelli. Ultima perla della sua carriera agonistica la conquista con la squadra vercellese nel 2006 della promozione in serie A1 di Spada.
Il 20 novembre 2016 viene eletto nel Consiglio Federale della Federazione Italiana Scherma  e a marzo 2021 ne diventa vicepresidente vicario fino al gennaio 2025 quando non viene rieletto nel consiglio.

## Palmarès
In carriera ha conseguito i seguenti risultati:
 Giochi olimpici 
Individuale
A squadre
- Oro nella spada ad Atlanta 1996
- Oro nella spada a Sydney 2000

 Mondiali 
Individuale
A squadre
- Oro nella spada a Denver 1989
- Oro nella spada a Lione 1990
- Oro nella spada a Essen 1993
- Argento nella spada a Barcellona 1985
- Bronzo nella spada a Sofia 1986
- Bronzo nella spada a Città del Capo 1997

 Giochi del Mediterraneo 
Individuale
- Argento nella spada a Bari 1997

 Universiadi 
Individuale
- Argento nella spada ad Duisburg 1989
- Argento nella spada a Sheffield 1991

A squadre
- Oro nella spada a Zagabria 1987
- Oro nella spada ad Duisburg 1989
- Bronzo nella spada a Kōbe 1985

 Campionati italiani 
Individuale
- Oro nella spada a Livorno 1993
- Oro nella spada nel 1996

A squadre
- Oro nella spada nel 1985
- Oro nella spada a Genova 1987
- Oro nella spada nel 1988
- Oro nella spada nel 1989
- Oro nella spada a Mazara Del Vallo 1991
- Oro nella spada a Foggia 1992
- Oro nella spada a Livorno 1993
- Oro nella spada a Prato 1995
- Oro nella spada nel 1996
- Argento nella spada a Conegliano Veneto 2002

 Altri risultati 
Mondiali giovanili
Individuale
- Bronzo nella spada a Leningrado 1984

A squadre